# Heteropoda cyanichelis
Heteropoda cyanichelis là một loài nhện trong họ Sparassidae.
Loài này thuộc chi Heteropoda. Heteropoda cyanichelis được Embrik Strand miêu tả năm 1907.